# 東日本大震災の教育への影響
東日本大震災の教育への影響（ひがしにほんだいしんさいのきょういくへのえいきょう）では、東日本大震災が発生したことにより生じた日本の教育機関、教育体制などへの影響を記述する。
文部科学省が5月1日までに把握している転校・園した生徒・児童数は21,769人にのぼり、特に福島第一原子力発電所事故の影響で福島県内から他都道府県へ9,998人、福島県内で5,473人が避難先の学校などに通学することとなった。

## 教育機関
東日本大震災が発生したことにより、大学から幼稚園までの数多くの教育機関は被害を被っている。震災による被災地域では、元の校舎が被災しており年度末の卒業式が中止になったり、延期もしくは他の学校を借りて行われた所もある。

### 大学
国立大学の後期試験が3月12日以降に行われることとなっていたが、多くの大学で個別試験を中止、センター試験のみで合否判定を行った。
石巻専修大学など被災地の大学では、大学の施設が避難所として転用された。
首都圏の大学でも数多くの大学が、新学期の開始時期を遅らせるなどの措置を取ったり、被災したことにより就学が困難になった学生に対しては臨時の奨学金を設置したり、休学を認めている。
また文部科学省は大学設置基準に定められた授業時間について弾力的に運用することを認めた。
首都圏の有名大学の中には、日本武道館などの会場を借り切って卒業式や入学式を実施しているところが存在するが、それらは中止になったり、式場を変更したり、映像で祝辞を配信するのみとなったりした。

### 高等学校
福島県立浪江高等学校は、震災の影響で合否判定が不可能になったため、入学試験受験者全員を合格にした。また福島第一原子力発電所事故の影響で立入禁止となった区域内に存在する高校では、通学することが不可能となったため、他校に受け入れてもらったり、代替で通信教育を行うという措置を取っているところが存在する。

### 中学校
1,400人が集団避難した双葉町から加須市立騎西中学校に70名の中学生が転入している。

### 小学校
双葉町から加須市立騎西小学校に99名の小学生が転入している。

### 幼稚園・保育園
震災以降、閉園状態が続いており復興の目途がついていないところや、南気仙沼幼児園のように震災が原因となって廃園となったところがいくつか存在する。

## 教科書問題
今後に改定される予定の教科書であるが、それに東日本大震災に関する記述を載せるということに関する議論が行われている。反対派の意見からは、被災地の子供がその教科書を見たことにより受ける精神的苦痛を考慮しているということが伺われる。

## 教育体制
各地では、この震災での経験を踏まえた上で防災教育などといった事柄の改革への議論が行われている。

## 震災孤児
厚生労働省が4月14日までにまとめたところ、両親を失った震災孤児が101名確認されており、阪神・淡路大震災の68人を上回った。

## 留学生
留学生にも大きな影響が出た。震災発生から3月末までに、およそ10万人の中国人が日本を出国したが、そのうちおよそ4万人が中国人留学生と見られている。専門学校、日本語学校で特に影響が大きなものとなった。